# Liga Mexicana del Pacífico 2011-12
La Temporada 2011-12 de la Liga Mexicana del Pacífico fue la 54.ª edición, llevó el nombre Banorte y comenzó el 11 de octubre de 2011.
Los juegos inaugurales se celebraron de la siguiente manera: Mazatlán en Culiacán, Guasave en Mochis, Navojoa en Obregón y Hermosillo en Mexicali.
La primera mitad terminó el 20 de noviembre, la segunda mitad terminó el 30 de diciembre de 2010.
La temporada finalizó el 26 de enero de 2012, con la coronación de los Yaquis de Ciudad Obregón al vencer 4-0 en serie final a los Algodoneros de Guasave.

## Sistema de competencia

### Temporada regular
La temporada regular consta de dos mitades lo cual abarca un total de 68 juegos a disputarse para cada uno de los ocho clubes que conforman a la Liga Mexicana del Pacífico. La primera mitad está integrada de 35 juegos para cada club y la segunda de 33 juegos para cada club. Al término de cada mitad, se asigna un puntaje que va de 3 a 8 puntos en forma ascendente, según la clasificación (standing) general de cada club. A continuación se muestra la distribución de dicho puntaje:
- Primera posición: 8 puntos
- Segunda: 7 puntos
- Tercera: 6 puntos
- Cuarta: 5 puntos
- Quinta: 4,5 puntos
- Sexta: 4 puntos
- Séptima: 3,5 puntos
- Octava: 3 puntos

### Postemporada
Tras el término de la segunda vuelta, los seis equipos con mayor puntaje sobre la base de las dos mitades de la temporada regular pasan a la etapa denominada postemporada (play-offs). En esta etapa, los equipos se enfrentan entre sí en una serie de siete juegos donde deben ganar cuatro para avanzar a las semifinales. Es importante señalar que los tres equipos que obtuvieron mayor puntaje en la temporada regular empiezan la serie con dos juegos en su estadio (esta etapa de juego es conocida como «repesca»), para continuar con tres partidos en el estadio contrario y finalmente concretar la serie de nuevo en su estadio. Estos últimos dos juegos no son necesarios si alguno de los equipos obtiene una ventaja clara en la serie sobre su rival.

### Semifinales
Para la etapa de semifinales, pasan los tres equipos con mejor posición en el standing de juegos ganados y perdidos más uno adicional que es denominado «mejor perdedor», el cual resulta de poseer la mayor cantidad de juegos ganados en la repesca, principalmente. De esta manera, el mejor perdedor se enfrenta como visitante al equipo mejor situado del standing en una serie, mientras que el segundo y el tercero hacen lo mismo a su vez. En el caso del mejor perdedor, no puede enfrentarse al equipo con el que disputó la primera fase de play-offs.

### Final
Se da entre los equipos que ganaron en la etapa de semifinales.

## Equipos participantes
| Liga Mexicana del Pacífico 2011-12 |           |                          |                           |                          |           |
| Equipo                             | Fundación | Mánager                  | Ciudad                    | Estadio                  | Capacidad |
| Águilas de Mexicali                | 1948      | Juan Francisco Rodríguez | Mexicali, Baja California | Casas GEO                | 17,000    |
| Algodoneros de Guasave             | 1970      | Enrique Reyes            | Guasave, Sinaloa          | Francisco Carranza Limón | 8,000     |
| Cañeros de Los Mochis              | 1947      | Noe Muñoz                | Los Mochis, Sinaloa       | Emilio Ibarra Almada     | 11,000    |
| Mayos de Navojoa                   | 1950      | Lorenzo Bundy            | Navojoa, Sonora           | Manuel Ciclón Echeverría | 12,500    |
| Naranjeros de Hermosillo           | 1944      | Bill Plummer             | Hermosillo, Sonora        | Héctor Espino            | 15,000    |
| Tomateros de Culiacán              | 1965      | Alfonso Jiménez          | Culiacán, Sinaloa         | General Ángel Flores     | 16,000    |
| Venados de Mazatlán                | 1945      | Miguel Ojeda             | Mazatlán, Sinaloa         | Teodoro Mariscal         | 12,000    |
| Yaquis de Ciudad Obregón           | 1947      | Eddie Díaz               | Ciudad Obregón, Sonora    | Tomás Oroz Gaytán        | 13,000    |

## Standings

### Primera vuelta
| Equipos                  | JJ | JG | JP | JE | JV   | PCT  | PTS |
| ------------------------ | -- | -- | -- | -- | ---- | ---- | --- |
| Águilas de Mexicali      | 35 | 24 | 11 | -  | -    | .686 | 8   |
| Tomateros de Culiacán    | 35 | 22 | 13 | -  | 2.0  | .629 | 7   |
| Yaquis de Ciudad Obregón | 35 | 20 | 15 | -  | 4.0  | .571 | 6   |
| Venados de Mazatlán      | 35 | 17 | 18 | -  | 7.0  | .486 | 5   |
| Cañeros de Los Mochis    | 35 | 17 | 18 | -  | 7.0  | .486 | 4.5 |
| Mayos de Navojoa         | 35 | 16 | 19 | -  | 8.0  | .457 | 4   |
| Naranjeros de Hermosillo | 35 | 16 | 19 | -  | 8.0  | .457 | 3.5 |
| Algodoneros de Guasave   | 35 | 8  | 27 | -  | 16.0 | .229 | 3   |

- Actualizado el 21 de noviembre de 2011.

### Segunda vuelta
| Equipos                  | JJ | JG | JP | JE | JV   | PCT  | PTS |
| ------------------------ | -- | -- | -- | -- | ---- | ---- | --- |
| Algodoneros de Guasave   | 33 | 21 | 12 | -  | -    | .636 | 8   |
| Naranjeros de Hermosillo | 33 | 20 | 13 | -  | 1.0  | .606 | 7   |
| Tomateros de Culiacán    | 33 | 19 | 14 | -  | 2.0  | .576 | 6   |
| Yaquis de Ciudad Obregón | 33 | 17 | 16 | -  | 4.0  | .515 | 5   |
| Águilas de Mexicali      | 33 | 16 | 17 | -  | 5.0  | .485 | 4.5 |
| Mayos de Navojoa         | 33 | 15 | 18 | -  | 6.0  | .455 | 4   |
| Venados de Mazatlán      | 33 | 14 | 19 | -  | 7.0  | .424 | 3.5 |
| Cañeros de Los Mochis    | 33 | 10 | 23 | -  | 11.0 | .303 | 3   |

- Actualizado el 31 de diciembre de 2011.

### Standings General
| Equipos                  | JJ | JG | JP | JE | JV   | PCT  | PTS  |
| ------------------------ | -- | -- | -- | -- | ---- | ---- | ---- |
| Tomateros de Culiacán    | 68 | 41 | 27 | -  | -    | .603 | 13   |
| Águilas de Mexicali      | 68 | 40 | 28 | -  | 1.0  | .588 | 12.5 |
| Yaquis de Ciudad Obregón | 68 | 37 | 31 | -  | 4.0  | .544 | 11   |
| Algodoneros de Guasave   | 68 | 29 | 39 | -  | 12.0 | .456 | 11   |
| Naranjeros de Hermosillo | 68 | 36 | 32 | -  | 5.0  | .529 | 10.5 |
| Mayos de Navojoa         | 68 | 31 | 37 | -  | 10.0 | .456 | 8    |
| Cañeros de Los Mochis    | 68 | 31 | 37 | -  | 10.0 | .426 | 8    |
| Venados de Mazatlán      | 68 | 27 | 41 | -  | 14.0 | .397 | 8    |

| Avanza a los playoffs |

Nota 1: En empate entre Obregón y Guasave se definió por el criterio de mejor porcentaje de ganados y perdidos.
Nota 2: En empate entre Navojoa y Mochis se definió por el criterio de dominio(Navojoa domino a Mochis).

## Playoffs
|  | Primer Play Off | Primer Play Off | Primer Play Off |          |         | Semifinales | Semifinales | Semifinales |  |         | Final   | Final | Final |  |
|  |                 |                 |                 |          |         |             |             |             |  |         |         |       |       |  |
|  |                 |                 |                 |          |         |             |             |             |  |         |         |       |       |  |
|  | Guasave         | Guasave         | 2               |          |         |             |             |             |  |         |         |       |       |  |
|  | Guasave         | Guasave         | 2               |          |         |             |             |             |  |         |         |       |       |  |
|  | Obregón         | Obregón         | 4               |          |         |             |             |             |  |         |         |       |       |  |
|  | Obregón         | Obregón         | 4               |          | Obregón | Obregón     | 4           |             |  |         |         |       |       |  |
|  |                 |                 |                 |          | Obregón | Obregón     | 4           |             |  |         |         |       |       |  |
|  |                 |                 | Mexicali        | Mexicali | 1       |             |             |             |  |         |         |       |       |  |
|  | Hermosillo      | Hermosillo      | Mexicali        | Mexicali | 1       | 2           |             |             |  |         |         |       |       |  |
|  | Hermosillo      | Hermosillo      |                 |          |         |             |             |             |  |         |         |       |       |  |
|  | Mexicali        | Mexicali        | 4               |          |         |             |             |             |  |         |         |       |       |  |
|  | Mexicali        | Mexicali        | 4               |          |         |             |             |             |  | Guasave | Guasave | 0     |       |  |
|  |                 |                 |                 |          |         |             |             |             |  | Guasave | Guasave | 0     |       |  |
|  |                 |                 | Obregón         | Obregón  | 4       |             |             |             |  |         |         |       |       |  |
|  |                 |                 | Obregón         | Obregón  | 4       |             |             |             |  |         |         |       |       |  |
|  |                 |                 |                 |          |         |             |             |             |  |         |         |       |       |  |
|  |                 |                 |                 |          |         |             |             |             |  |         |         |       |       |  |
|  |                 | Guasave         | Guasave         | 4        |         |             |             |             |  |         |         |       |       |  |
|  |                 |                 |                 | 4        |         |             |             |             |  |         |         |       |       |  |
|  |                 |                 | Culiacán        | Culiacán | 2       |             |             |             |  |         |         |       |       |  |
|  | Navojoa         | Navojoa         | Culiacán        | Culiacán | 2       | 1           |             |             |  |         |         |       |       |  |
|  | Navojoa         | Navojoa         |                 |          |         |             |             |             |  |         |         |       |       |  |
|  | Culiacán        | Culiacán        | 4               |          |         |             |             |             |  |         |         |       |       |  |
|  | Culiacán        | Culiacán        | 4               |          |         |             |             |             |  |         |         |       |       |  |
|  |                 |                 |                 |          |         |             |             |             |  |         |         |       |       |  |

### Primer Play Off
| Equipos                  | JJ | JG | JP | JE | JV  | PCT  |
| ------------------------ | -- | -- | -- | -- | --- | ---- |
| Tomateros de Culiacán    | 5  | 4  | 1  | -  | -   | .800 |
| Águilas de Mexicali      | 6  | 4  | 2  | -  | -   | .666 |
| Yaquis de Ciudad Obregón | 6  | 4  | 2  | -  | -   | .666 |
| Algodoneros de Guasave   | 6  | 2  | 4  | -  | 2.0 | .333 |
| Naranjeros de Hermosillo | 6  | 2  | 4  | -  | 2.0 | .333 |
| Mayos de Navojoa         | 5  | 1  | 4  | -  | 3.0 | .200 |

| Avanza a semifinales |

| Avanza como comodín |

### Semifinales
| Equipos                  | JJ | JG | JP | JE | JV  | PCT  |
| ------------------------ | -- | -- | -- | -- | --- | ---- |
| Yaquis de Ciudad Obregón | 5  | 4  | 1  | -  | -   | .800 |
| Algodoneros de Guasave   | 6  | 4  | 2  | -  | -   | .666 |
| Tomateros de Culiacán    | 6  | 2  | 4  | -  | 2.0 | .333 |
| Águilas de Mexicali      | 5  | 1  | 4  | -  | 3.0 | .200 |

| Avanza a la Final |

### Final
| Equipos                  | JJ | JG | JP | JE | JV  | PCT   |
| ------------------------ | -- | -- | -- | -- | --- | ----- |
| Yaquis de Ciudad Obregón | 4  | 4  | 0  | -  | -   | 1.000 |
| Algodoneros de Guasave   | 4  | 0  | 4  | -  | 4.0 | .000  |

| Campeón |

## Cuadro de honor
| Equipos                  | Posición   |
| ------------------------ | ---------- |
| Yaquis de Ciudad Obregón | Campeón    |
| Algodoneros de Guasave   | Subcampeón |
| Tomateros de Culiacán    | 3° Lugar   |
| Águilas de Mexicali      | 4° Lugar   |
| Naranjeros de Hermosillo | 5° Lugar   |
| Mayos de Navojoa         | 6° Lugar   |
| Cañeros de Los Mochis    | 7° Lugar   |
| Venados de Mazatlán      | 8° Lugar   |

## Líderes
A continuación se muestran los lideratos tanto individuales como colectivos de los diferentes departamentos de bateo y de pitcheo.

### Bateo
| Categoría               | Individual                                                   | Marca | Colectivo                                                          | Marca |
| ----------------------- | ------------------------------------------------------------ | ----- | ------------------------------------------------------------------ | ----- |
| Porcentaje              | Sandy Madera (MOC)                                           | .366  | Tomateros de Culiacán                                              | .271  |
| Carreras Producidas     | Jorge Vázquez (CUL)                                          | 60    | Yaquis de Ciudad Obregón                                           | 311   |
| Home Runs               | Bárbaro Canizarez (OBR)                                      | 20    | Tomateros de Culiacán                                              | 88    |
| Carreras Anotadas       | Chris Roberson (MXL)                                         | 47    | Yaquis de Ciudad Obregón                                           | 332   |
| Hits                    | Luis Alfonso Cruz (CUL)                                      | 83    | Tomateros de Culiacán                                              | 641   |
| Dobles                  | Luis Alfonso Cruz (CUL)                                      | 17    | Tomateros de Culiacán                                              | 117   |
| Triples                 | Carlos Gastélum (HMO) Chris Roberson (MXL) Tyler Graham(CUL) | 3     | Cañeros de Los Mochis Águilas de Mexicali Naranjeros de Hermosillo | 7     |
| Bases Robadas           | Kraig Binick (NAV)                                           | 20    | Mayos de Navojoa                                                   | 43    |
| Slugging                | Sandy Madera (MOC)                                           | .624  | Tomateros de Culiacán                                              | .435  |
| Porcentaje de Embasarse | Kraig Binick (NAV)                                           | .446  | Cañeros de Los Mochis                                              | .350  |

### Pitcheo
| Categoría             | Individual                                   | Marca | Colectivo                | Marca |
| --------------------- | -------------------------------------------- | ----- | ------------------------ | ----- |
| Efectividad           | Tomás Solís (MOC)                            | 2.31  | Tomateros de Culiacán    | 3.23  |
| Juegos Ganados        | Andrés Ivan Meza (CUL) Francisco Campo (CUL) | 8     | Tomateros de Culiacán    | 41    |
| Porcentaje de Ganados | Andrés Ivan Meza (CUL)                       | .889  | Tomateros de Culiacán    | .603  |
| Ponches               | Héctor Daniel Rodríguez (CUL)                | 72    | Tomateros de Culiacán    | 527   |
| Juegos Salvados       | Oscar Villareal (MXL)                        | 19    | Águilas de Mexicali      | 21    |
| Juegos Lanzados       | Hugo Castellanos (OBR)                       | 42    |                          |       |
| Innings Lanzados      | Pablo Ortega (MAZ)                           | 88.2  | Naranjeros de Hermosillo | 627.0 |
| Juegos Completos      | Pablo Ortega (MAZ)                           | 2     | Venados de Mazatlán      | 2     |
| Blanqueadas           | no hubo                                      | -     | Naranjeros de Hermosillo | 6     |

## Designaciones
A continuación se muestran a los jugadores más valiosos de la temporada.
| Designación                           | Trofeo             | Ganador                  | Equipo                   |
| ------------------------------------- | ------------------ | ------------------------ | ------------------------ |
| Jugador Más Valioso                   | Héctor Espino      | Luis Alfonso Cruz        | Tomateros de Culiacán    |
| Pitcher del Año                       | Vicente Romo       | Andrés Iván Meza         | Tomateros de Culiacán    |
| Novato del año                        | Baldomero Almada   | José Manuel Orozco       | Venados de Mazatlán      |
| Mánager del Año                       | Benjamín Reyes     | Juan Francisco Rodríguez | Águilas de Mexicali      |
| Mánager Campeón                       | Francisco Estrada  | Eddie Díaz               | Yaquis de Ciudad Obregón |
| Jugador más Valioso de la Serie Final |                    | Sergio Contreras         | Yaquis de Ciudad Obregón |
| Campeón de Bateo                      | Matías Carrillo    | Sandy Madera             | Cañeros de Los Mochis    |
| Campeón de Pitcheo                    |                    | Tomás Solís              | Cañeros de Los Mochis    |
| Campeón de Cuadrangulares             | Ronnie Camacho     | Bárbaro Cañizares        | Yaquis de Ciudad Obregón |
| Ejecutivo del año                     | Horacio López Díaz | René Arturo Rodríguez    | Yaquis de Ciudad Obregón |
| Gerente del año                       | Abundio Vargas     | Francisco Minjarez       | Yaquis de Ciudad Obregón |

## Guantes de Oro
A continuación se muestran a los ganadores de los Guantes de Oro de la temporada.
| Posición | Jugador                  | Equipo                   |
| 1B       | Jesse Gutiérrez          | Naranjeros de Hermosillo |
| 2B       | Ismael Salas             | Águilas de Mexicali      |
| 3B       | Oscar Robles             | Águilas de Mexicali      |
| SS       | Gil Velázquez            | Águilas de Mexicali      |
| JD       | Román Peña               | Águilas de Mexicali      |
| JC       | Rubén Rivera             | Venados de Mazatlán      |
| JI       | Kraig Binick             | Mayos de Navojoa         |
| C        | Gabriel Gutiérrez        | Algodoneros de Guasave   |
| P        | Juan Salvador Delgadillo | Naranjeros de Hermosillo |